# Чекаєвський
Чека́євський (рос. Чекаевский, ерз. Чекаевский) — селище у складі Лямбірського району Мордовії, Росія. Входить до складу Берсеневського сільського поселення.

## Населення
Населення — 352 особи (2010; 310 у 2002).
Національний склад (станом на 2002 рік):
- росіяни — 82 %